# ウリプリスタル酢酸エステル
ウリプリスタル酢酸エステル（ウリプリスタルさくさんエステル、英: Ulipristal acetate）は、Ellaの商品名で販売されている緊急避妊（避妊）および子宮筋腫に使用される薬物。緊急避妊薬として、狭義の性交から120時間以内に使用する必要がある。子宮筋腫の場合、最長6か月間かかる場合がある。経口投与する。
一般的な副作用には、頭痛、吐き気、疲労感、腹痛などがある。すでに妊娠している人には使用してはならない。これは、選択的プロゲステロン受容体修飾薬（SPRM）に分類される薬剤である。プロゲステロンの影響を防ぎ、排卵を止めることによって機能する。
ウリプリスタル酢酸エステルは、2010年に米国で医療用に承認された。これは、世界保健機関の必須医薬品リストに含まれている。この薬剤を利用するアクセスを改善するために、妊娠可能なすべての人に、必要に応じて処方箋を与えることを勧めるという意見を持つ人もいる。

## 医療用途

### 緊急避妊
緊急避妊用 30 mg錠は、避妊していない性交または避妊の失敗後120時間（5日）以内に用いる。予想される妊娠の約62〜85％を予防し、レボノルゲストレルによる緊急避妊よりも多くの妊娠を予防することが示されている。ウリプリスタル酢酸エステルは、50か国以上で緊急避妊薬の処方箋により入手可能であり、英国では処方箋なしで薬剤師が調剤可能である。2014年11月、欧州医薬品庁（EMA）は、欧州連合で処方箋なしでellaOne緊急避妊薬を利用できるようにすることを推奨した。2015年1月、欧州委員会は、EUにおけるellaOneの販売承認を適宜修正する実施決定を発表した。2016年7月以降、イスラエルでは処方箋なしで入手可能である。

### 子宮筋腫
ウリプリスタル酢酸エステルは、生殖年齢の成人女性における子宮筋腫の中等度から重度の症状の術前治療に使用される。子宮筋腫を治療するためのウリプリスタル酢酸エステルの使用は、2020年3月に欧州連合で停止された。
2020年11月、欧州医薬品庁（EMA）の欧州医薬品委員会（CHMP）は、外科的処置（子宮筋腫塞栓術を含む）が適切でない、または効果の無い、閉経前の女性の子宮筋腫の治療にのみ、ウリプリスタル酢酸エステルを使用することを推奨した。さらに、委員会は、外科的治療を待っている間、子宮筋腫の症状を制御する目的でウリプリスタル酢酸エステルを使用してはならないと述べた。
子宮筋腫をウリプリスタル酢酸エステルで13週間治療すると、子宮筋腫による過度の出血が効果的に抑制され、子宮筋腫のサイズが小さくなった。
ウリプリスタル酢酸エステル10 mgを3ヵ月間、2回間欠投与した結果、1回目の投与終了時に79.5％、2回目の投与終了時に88.5％の被験者に無月経が認められた。最初の治療コースで観察された平均筋腫体積の減少（- 41.9％）は、2回目の治療コース（- 43.7％）でも維持された 。3ヶ月の治療を2～4回行ったところ、UPAで治療した子宮筋腫は約-70％の体積減少を示した。
ウリプリスタル酢酸エステルによって誘発される子宮筋腫の体積減少は、腫瘍細胞の増殖の制御、アポトーシスの誘発、およびマトリックスメタロプロテイナーゼの作用下での細胞外マトリックスのリモデリングによる。
2018年5月、欧州医薬品庁（EMA）は、ウリプリスタールによる稀ではあるが重篤な肝障害のリスクを最小化するための対策として、既知の肝臓障害を持つ女性への禁忌、投与前・投与中・投与停止後の肝臓検査、肝臓モニタリングの必要性を知らせるカード、肝障害の症状が出た場合に医師に連絡することなどが推奨されている。さらに、複数の治療コースでの薬の使用は、手術の対象とならない女性に制限されている。

## 禁忌
ウリプリスタル酢酸エステルは、CYPを介した代謝を受けるため、重度の肝疾患のある女性は服用してはならない。18歳未満の女性に対する投与は研究されていない。
また、動物実験で抗グルココルチコイド作用を示したため、グルココルチコイド治療を受けている重症喘息の女性には推奨されない。

### 妊娠
レボノルゲストレルとは異なり、ミフェプリストンと同様に、ウリプリスタル酢酸エステルは動物実験で胚毒性がある。この薬を服用する前に、妊娠を除外する必要がある。EMAは、適応外使用を避けるため、添付文書に堕胎薬としての使用の可能性を示唆しないことを提案した。ウリプリスタル酢酸エステルは、ほぼ同量のミフェプリストン（600 mg）よりもはるかに低い用量（30 mg）で使用され、ミフェプリストンは中絶を誘発するためにプロスタグランジンと併用しなければならないため、中絶薬として有効に使用できる可能性は低い。しかし、ヒトの胚毒性に関するデータは非常に限られており、流産または催奇形性（先天性欠損症）のリスクが何であるかは明らかではない。ウリプリスタル酢酸エステルを服用しているにもかかわらず妊娠した29人の女性のうち、16人が流産を誘発し、6人が自然流産を起こし、6人が妊娠を継続し、1人が追跡不能例だった。

### 授乳
ウリプリスタル酢酸エステルは母乳に排泄され、乳児への影響については研究されていないため、薬を服用してから7日以内に授乳することは推奨されない。

## 副作用
最も一般的な副作用には、頭痛、吐き気（気分が悪くなる）、腹痛、月経困難症などがある。

## 相互作用
ウリプリスタル酢酸エステルは、in vitroでCYP3A4によって代謝される。リファンピシン、フェニトイン、セントジョンズワート、カルバマゼピン、リトナビルなどのCYP3A4の基質と相互作用する可能性が高いため、これらの薬剤との併用は推奨されない。また、ホルモン避妊薬やレボノルゲストレルなどのプロゲスターゲンやプロゲステロン受容体の他の基質、および糖質コルチコイドとも相互作用する可能性がある。

## 薬理学

### 薬力学
SPRMとして、ウリプリスタル酢酸エステルは、プロゲステロン受容体に対して部分的なアゴニスト作用とアンタゴニスト作用を持っている。ウリプリスタル酢酸エステルは、in vitroでミフェプリストンと同様のプロゲステロン受容体拮抗作用を示す。また、アンドロゲン受容体とグルココルチコイド受容体にも結合するが、フルタミド及びミフェプリストンに対して宇、それぞれ弱い抗アンドロゲン及び抗グルココルチコイドにであるにすぎない。ウリプリスタル酢酸エステルは、エストロゲン受容体および鉱質コルチコイド受容体に関連する親和性を有しない 。第Ⅱ相臨床試験では、排卵の抑制または遅延、および子宮内膜の成熟遅延がメカニズムとして示唆されている。

### 薬物動態
動物実験では、薬物は腸から迅速かつほぼ完全に吸収された。食物の摂取は吸収を遅らせるが、これが臨床的に関連があるかどうかは不明である。
ウリプリスタル酢酸エステルは肝臓で代謝され、最も可能性が高いのはCYP3A4で、CYP1A2とCYP2D6によってもわずかに代謝される。 2つの主要代謝物は薬理学的に活性であることが示されているが、元の薬物よりも少ない。主な排泄経路は糞便である 。

## 歴史
ウリプリスタル酢酸エステルは、2009年5月に欧州医薬品庁（EMA）から販売承認を受け、2014年、EMAは、欧州連合で処方箋なしで利用できるようにすることを推奨した。
米国食品医薬品局（FDA）は、FDA諮問委員会の勧告に従い、2010年8月13日に米国での使用を承認した ワトソン・ファーマシューティカルズ（Watson Pharmaceuticals）は、2010年12月1日に、米国の小売薬局、診療所、およびオンライン薬局KwikMed1社でウリプリスタル酢酸エステルを販売する、と発表した 。
日本では、あすか製薬が子宮筋腫治療薬として承認申請していたが、2021年9月27日に欧州での重篤な肝障害の報告を理由として申請を取り下げた。

## 社会と文化

### ブランド名
ウリプリスタル酢酸エステルは、米国ではEllaのブランド名で、カナダではFibristalのブランド名で販売されている。また、英国やアイルランドを含む多くの国で、EllaOneおよびEsmyaのブランド名で販売されている。あまり広く使用されていないブランド名もいくつか存在する。